# Teratosphaeria parva
Teratosphaeria parva är en svampart som först beskrevs av R.F. Park & Keane, och fick sitt nu gällande namn av Crous & U. Braun 2007. Teratosphaeria parva ingår i släktet Teratosphaeria och familjen Teratosphaeriaceae.   Inga underarter finns listade i Catalogue of Life.